# Karolówka (Lubaczów)
Karolówka (bis 11. März 1939 deutsch Burgau) ist eine Ortschaft mit einem Schulzenamt der Gemeinde Lubaczów im Powiat Lubaczowski der Woiwodschaft Karpatenvorland, Polen.

## Geographie
Der Ort liegt am Fluss Wiśnia.

## Geschichte

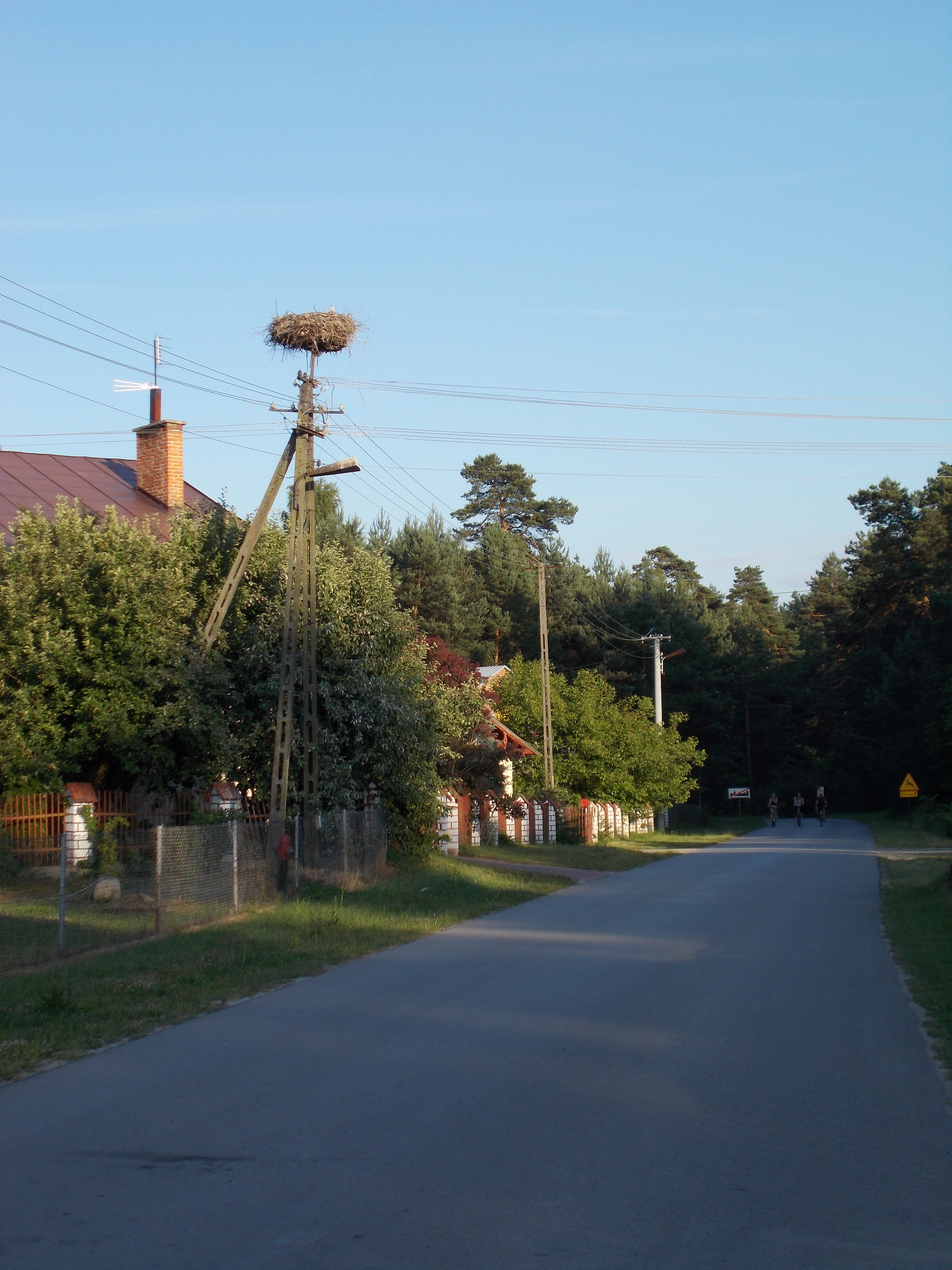
Straße durch das Dorf

Bei der Ersten Teilung Polens kamen die Kammergüter der Stadt Lubaczów 1772 zum neuen Königreich Galizien und Lodomerien des habsburgischen Kaiserreichs (ab 1804).
Das Dorf entstand im Jahre 1783 im Zuge der Josephinischen Kolonisation auf dem Grund des Dorfes Młodów. Deutsche Kolonisten katholischer Konfession wurden dort angesiedelt. Die Kolonie wurde Burgau genannt. Bis Ende des 19. Jahrhunderts wurden die Nachgeborenen der Kolonisten polonisiert. Im Jahre 1900 hatte das Dorf Burgau 37 Häuser mit 222 Einwohnern, davon 213 polnischsprachige, 9 ruthenischsprachige, 204 römisch-katholische, 10 griechisch-katholische, 8 Juden.
1918, nach dem Ende des Ersten Weltkriegs und dem Zusammenbruch der k.u.k. Monarchie, kam Burgau zu Polen.
Im Jahre 1921 hatte das Dorf Burgau 47 Häuser mit 262 Einwohnern, davon 259 Polen, 3 Deutsche, 176 katholische, 74 griechisch-katholische, 12 Juden.
Am 5. Januar 1938 baten die Einwohner um die Umbenennung des Dorfes auf Karolówka. Das geschah am 11. März 1939.
Im Zweiten Weltkrieg gehörte es zuerst zur Sowjetunion und ab 1941 zum Generalgouvernement.
Von 1975 bis 1998 gehörte Karolówka zur Woiwodschaft Przemyśl.